# Ingmar van Riel
Ingmar van Riel (Voorburg, 18 augustus 1986) is een Nederlands voormalig shorttracker.
In het seizoen 2005/2006 won hij de Nationale Competitie bij de mannen, voor Freek van der Wart en Jorrit Oosten. Als lid van de Nationale trainingselectie werd hij in december 2006 geselecteerd om namens Nederland deel te nemen aan de ISU wereldbekerwedstrijden in Montreal en Saquenay. Bij het Nederlands kampioenschap shorttrack 2008 won hij een bronzen medaille, in 2010 won hij zilver, zijn beste prestatie op een Nederlands kampioenschap.

## Persoonlijke records
| Afstand    | Tijd     | Datum    | Baan       | Land |
| ---------- | -------- | -------- | ---------- | ---- |
| 500 meter  | 44,105   | 17-12-05 | Dresden    | GER  |
| 1000 meter | 1.31,760 | 12-11-06 | Leeuwarden | NED  |
| 1500 meter | 2.20,914 | 03-11-05 | Bormio     | ITA  |
| 3000 meter | 5:19,669 | 29-10-06 | Reims      | FRA  |